# Am Kirchberg 1

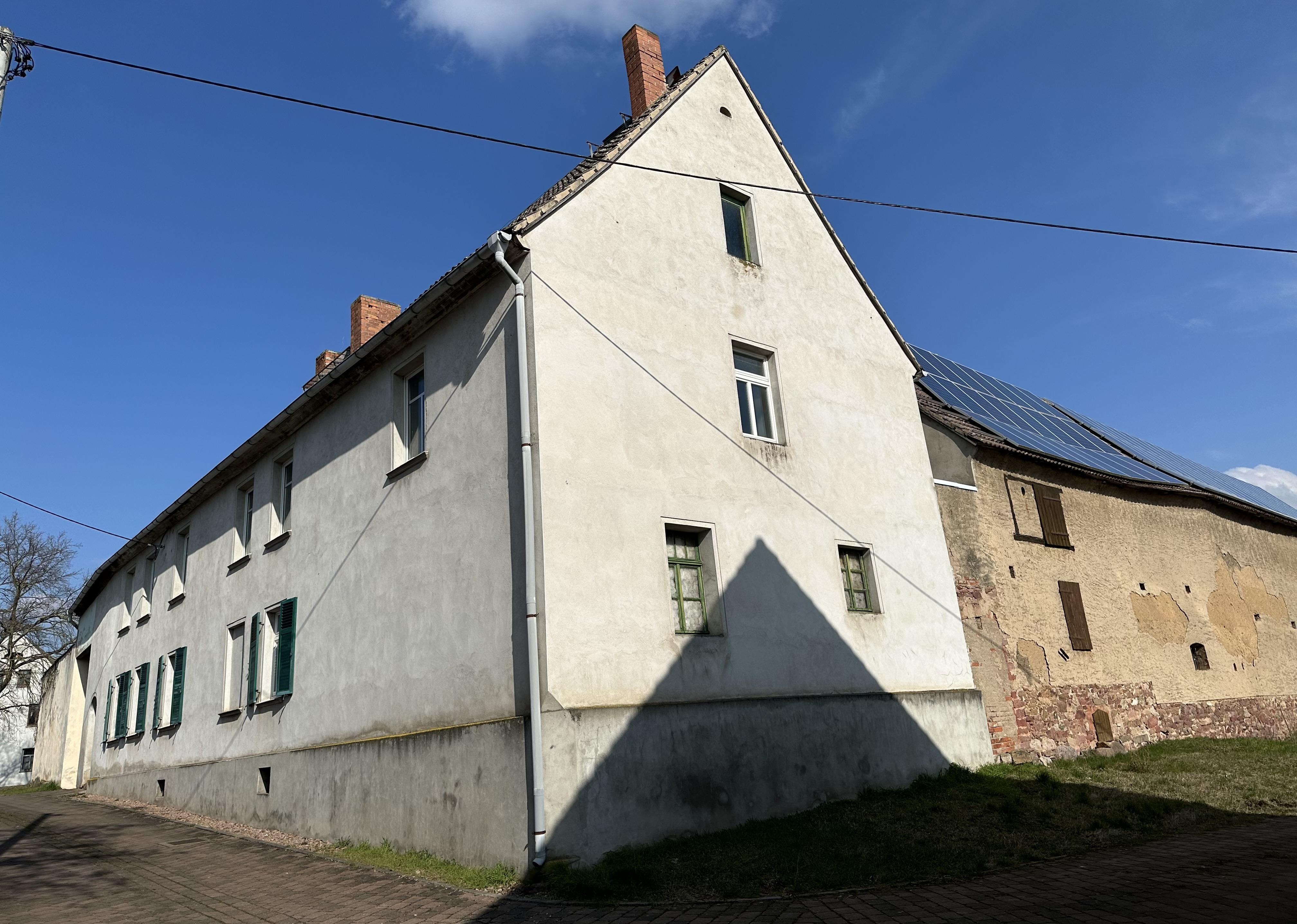
Am Kirchberg 1 im Jahr 2024

Das Gebäude Am Kirchberg 1 ist ein denkmalgeschütztes Wohnhaus im zur Stadt Wettin-Löbejün in Sachsen-Anhalt gehörenden Dorf Dalena.

## Lage
Das Haus steht im Ortszentrum von Dalena auf der Ostseite der Straße Am Kirchberg.

## Architektur und Geschichte
Das zweigeschossige verputzte Gebäude ist das Wohnhaus eines Vierseitenhofs, den es nach Westen zur Straße hin abgrenzt. Zum langgestreckten Haus gehört im nördlichen Teil eine Tordurchfahrt, die mit in das Haus einbezogen ist. Bedeckt ist das Haus mit einem Satteldach. Die heutige Gestaltung des Hauses geht auf die Zeit um das Jahr 1800 zurück, in seinem Kern ist das Gebäude jedoch älter.
Im Denkmalverzeichnis des Landes Sachsen-Anhalt ist das Wohnhaus unter der Erfassungsnummer 094 55104 als Baudenkmal verzeichnet. Die ursprüngliche Adressierung lautete Kirchberg 1.